# Murdoquita
La murdoquita es un mineral que para unos autores es un haluro de la clase de los minerales haluros, mientras que para otros pertenece a la clase de los óxidos. Fue descubierta en 1953 en una mina del condado de Pinal, en el estado de Arizona (EE. UU.), siendo nombrada así en honor de Joseph Murdoch, mineralogista estadounidense.

## Características químicas
Químicamente es un oxi-haluro de cobre y plomo, anhidro.
Además de los elementos de su fórmula, suele llevar como impureza bromo.

## Formación y yacimientos
Se forma como mineral secundario en las zonas de oxidación de los yacimientos de otros minerales del cobre y plomo.
Suele encontrarse asociado a otros minerales como: wulfenita, fluorita, hemimorfita, willemita, descloizita, dioptasa, crisocola, creaseyita, cuarzo, plattnerita, iranita, boleíta, diaboleíta, limonita, malaquita o clorargirita brómica.